# Mvouni
Mvouni är en ort i Komorerna.   Den ligger i distriktet Grande Comore, i den västra delen av landet, i huvudstaden Moroni. Mvouni ligger 218 meter över havet och antalet invånare är 4 791. Den ligger på ön Grande Comore.
Terrängen runt Mvouni är varierad. Havet är nära Mvouni västerut. Runt Mvouni är det tätbefolkat, med 411 invånare per kvadratkilometer. Närmaste större samhälle är Moroni, 1,9 km nordväst om Mvouni. I omgivningarna runt Mvouni växer i huvudsak städsegrön lövskog.